# Ronnebyhamn
Ronnebyhamn – miejscowość (tätort) w Szwecji, w regionie administracyjnym (län) Blekinge, w gminie Ronneby.
Według danych Szwedzkiego Urzędu Statystycznego liczba ludności wyniosła: 749 (31 grudnia 2015), 743 (31 grudnia 2018) i 727 (31 grudnia 2019).